# Liozna
Liozna (en biélorusse : Лёзна) ou Liozno (en russe : Лиозно ; en polonais : Łoźna) est une commune urbaine de la voblast de Vitebsk, en Biélorussie, et le centre administratif du raïon de Liozna. Sa population s'élevait à 6 688 habitants en 2016.

## Géographie
Liozna est arrosée par la Mochna et se trouve près de la frontière avec la Russie, à 45 km au sud-est de Vitebsk et à 244 km au nord-est de Minsk. Elle est desservie par le chemin de fer et la grande route menant de Vitebsk à Smolensk.

## Histoire
Liozno fut d'abord la possession de Bogdan Oguinski puis de ses descendants, dans le cadre du powiat de Vitebsk de la voïvodie de Vitebsk. Un shtetl — une petite ville avec une importante population juive — y est mentionné en 1654. À la suite de la première partition de la Pologne, en 1772, Liozna devint russe et fut rattachée au gouvernement de Moguilev. Une église grecque-catholique fut construite en 1786. Durant la campagne de Russie (1812), Liozna fut occupée par le 3e corps d'armée du maréchal Ney, un événement représenté par une série de dessins de Christian Wilhelm von Faber du Faur, lieutenant de la Grande Armée et peintre originaire du Wurtemberg.
|  |  |

En 1863, on recensa 123 maisons, deux églises orthodoxes, quatre lieux de culte juifs, une école, un hôpital, un moulin hydraulique, sept magasins. En 1875, une gare ferroviaire fut ouverte. En 1900, une scierie équipée d'une machine à vapeur entra en activité. Le 1er janvier 1919, Liozna fut administrativement rattachée à la RSS de Biélorussie, mais le 16 janvier, une décision prise à Moscou la transféra à la RSFS de Russie. Elle retourna à la RSS de Biélorussie le 17 juillet 1924, devenant le centre d'un raïon.
Au cours de la Seconde Guerre mondiale, Liozna fut occupée par l'Allemagne nazie du 7 juillet 1941 au 8 octobre 1943. Le fils de Staline, Iakov Djougachvili, y fut capturé le 16 juillet 1941. Peu après le début de l'occupation, un ghetto fut établi où les Juifs durent s'entasser dans 30 à 40 maisons, le long d'une rue du village. Des réfugiés juifs d'autres localités de Biélorussie étaient sans cesse amenés dans le ghetto. Le 23 février 1942, les Juifs du ghetto furent enfermés dans une grange, puis, durant les trois jours suivants, assassinés près du sovkhoze Adamenki par l'Einsatzkommando 9 et des policiers auxiliaires locaux. Le nombre exact de victimes varie considérablement selon les sources.

## Population
Recensements (*) ou estimations de la population :
| 1846 | 1863 | 1867  | 1880  | 1897* | 1910  |
| ---- | ---- | ----- | ----- | ----- | ----- |
| 745  | 985  | 1 085 | 1 536 | 2 473 | 2 885 |

| 1923* | 1926* | 1939* | 1959* | 1970* | 1979* |
| ----- | ----- | ----- | ----- | ----- | ----- |
| 2 544 | 2 595 | 4 111 | 4 376 | 5 447 | 6 065 |

| 1989* | 2009* | 2013  | 2014  | 2015  | 2016  |
| ----- | ----- | ----- | ----- | ----- | ----- |
| 7 528 | 6 766 | 6 668 | 6 647 | 6 675 | 6 688 |

## Personnalités
- Vue de la fenêtre à Zaolchie, près de Vitebsk par Marc Chagall, 1915.Marc Chagall (1887-1985), peintre

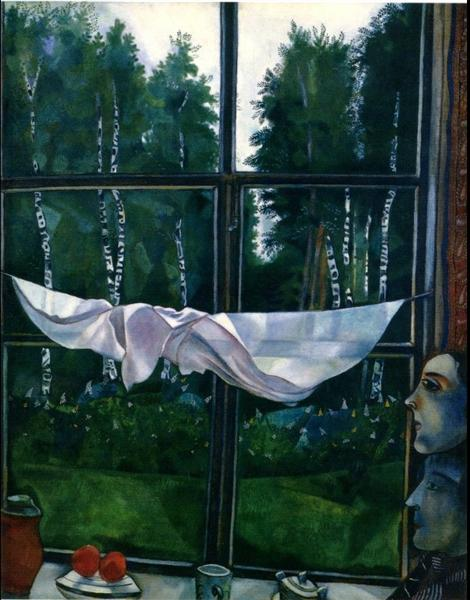
Vue de la fenêtre à Zaolchie, près de Vitebsk par Marc Chagall, 1915.

- Schneur Zalman (1745-1812), le premier rebbe de la dynastie hassidique Habad-Loubavitch
- Dovber Schneuri (1773-1827), le second rebbe de la dynastie hassidique Habad-Loubavitch
- Menachem Mendel Schneersohn (1789–1866), le troisième rebbe de la dynastie hassidique Habad-Loubavitch